# Faurea galpinii
Faurea galpinii är en tvåhjärtbladig växtart som beskrevs av Edwin Percy Phillips. Faurea galpinii ingår i släktet Faurea och familjen Proteaceae. Inga underarter finns listade i Catalogue of Life.